# Mariya Ralcheva
Mariya Ralcheva –en ucraniano, Марія Ралчева– (22 de agosto de 1978) es una deportista ucraniana que compitió en piragüismo en la modalidad de aguas tranquilas. Ganó una medalla de plata en el Campeonato Mundial de Piragüismo de 2003, en la prueba de K4 1000 m.

## Palmarés internacional
| Campeonato Mundial | Campeonato Mundial           | Campeonato Mundial | Campeonato Mundial |
| Año                | Lugar                        | Medalla            | Competición        |
| ------------------ | ---------------------------- | ------------------ | ------------------ |
| 2003               | Gainesville (Estados Unidos) | Medalla de plata   | K4 1000 m          |